# Gustl Lütjens
Gustl Lütjens (* 22. Juni 1952 in Flensburg; † 29. September 2017 in Werneuchen) war ein deutscher Gitarrist. Er wurde zunächst als Gitarrist der Progrock-Band Agitation Free bekannt und wirkte zudem als Filmkomponist.

## Leben
Gustl Lütjens begann zunächst als Jazzmusiker, bevor er 1973 zur Progressive-Rock-Band Agitation Free stieß. Mit diesen spielte er bis zur Auflösung 1975 die beiden Alben 2nd (1975) und Last (1976, nach Auflösung veröffentlicht) ein.
Nach der Auflösung arbeitete er vor allem als Session-Musiker. So trat er mit Shirley Bassey auf und war auf den Singles Viel zuviel Glück (1993) und Halt dich fest (1994) von Nena zu hören. Seine eigene Band Living Mirrors, die New Age spielte, war vor allem in den Vereinigten Staaten populär. Er schrieb außerdem die Musik für die Filme Kenn' ich, weiß ich, war ich schon! (1981), Fünf Bier und ein Kaffee (1990) und Fallwurf Böhme (2014).
1998 beteiligte er sich an der Reunion von Agitation Free und veröffentlichte mit ihnen das Reunionsalbum River of Return. Von da an war er mehrfach mit der Band auf Tour. Daneben gründete er die Rockband Station 3 sowie Die wilden Buben, eine Band, die sich der Volksmusik verschrieben hat und auf Oktoberfesten auftritt.
Lütjens starb am 29. September 2017 im Alter von 65 Jahren.

## Werke
- Carnival: Tango (Musik: Gustl Lütjens. Klavierbearb.: Gustl Lütjens)- Partitur. Klavierausg. mit Akkordeonmelodie. Berlin: Bäng Bang 2004.
- Mann über Bord: Medium Rock (Musik: Gustl Lütjens. Klavierbearb.: Gustl Lütjens)- Partitur. Klavierausgabe. Berlin: Bäng Bang 2004.

## Diskografie
Mit Agitation Free
- 1973: 2nd (Vertigo)
- 1976: Last (Barclay)
- 1995: Fragments (BMG)
- 1998: At the Cliffs of River Rhine (Garden of Delights)
- 1999: River of Return (Prudence)
- 1999: The Other Sides of Agitation Free (Garden of Delights)
- 2011: Shibuya Nights – Live in Tokyo (Esoteric Records / Cherry Red)

Solo- und Kolloborationsveröffentlichungen
- 1984: Follow Your Heart (mit Joey Albrecht, Blackbird Records)
- 1989: Der Schläfer (Single, Castor)
- 1993: Contacts (als Contacts, Pool-Musikproduktion)
- 1993: Keine Liebe, kein Voran (Boogietunes Musikproduktion)

Mit Living Mirrors
- 1993: In the Heart of the Stone (Higher Octave Music)
- 1996: Tales of White Magic (Eigenproduktion)

Gastbeiträge und Sessionmusiker
- 1983: Glenn Müller’s Streamline – Streamline (View Records)
- 1984: Mario Hené – Drinnen und draußen (RCA Records)
- 1985: Manuela Mechtel – Der Liederpudding (Funkuchen)
- 1986: Alphaville – Afternoons in Utopia (WEA Records)
- 1986: Herrey – Different I’s (Laser Music)
- 1986: Veronika Fischer – Spiegelbilder (WEA Records)
- 1987: Ralf Nowy – Colours of Holidays (Palm Records)
- 1987: Ralf Nowy – Colours of Crime (Palm Records)
- 1993: Nena – Und alles dreht sich (RMG Music Entertainment)
- 1993: Tom Cunningham – Lost in Thailand (Boogietunes Musikproduktion)
- 1994: Manuela Mechtel – Der Walfisch Jonathan: Elephantastisches für Kinder (Jumbo)
- 2006: Lüül – Zeitreise (Grundsound)